# Julius Harris
Julius W. Harris (* 17. August 1923 in Philadelphia, Pennsylvania; † 17. Oktober 2004 in Woodland Hills, Los Angeles, Kalifornien) war ein US-amerikanischer Schauspieler.

## Frühes Leben und Karriere
Als Sohn einer Cotton-Club-Tänzerin und eines Hornisten in Philadelphia geboren, diente Julius Harris als Armeesanitäter im Zweiten Weltkrieg und wurde nach seinem Ausscheiden aus dem Dienst Krankenpfleger, bevor er nach New York zog. Nachdem er Kontakt zu vielen Schauspielern hatte, bekam er die Gelegenheit für seine erste Filmrolle vorzusprechen und besetzte die Rolle des Vaters in Nichts als ein Mensch, ein kritischer Film von 1964 über das Leben der Schwarzen in den Südstaaten der hohe Beachtung fand.
In Deutschland wurde Harris bekannt in seiner Rolle als Tee Hee in dem James-Bond-Film Leben und sterben lassen, Scatter in Superfly, Captain Bollin in Liebesgrüße aus Pistolen, Inspector Daniels in Stoppt die Todesfahrt der U-Bahn 1-2-3, Joseph in Inseln im Strom und Idi Amin, Präsident von Uganda, in dem Fernsehfilm Unternehmen Entebbe. Er trat auf in King Kong, Heiße Hölle Harlem, Friday Foster – Im Netz der Schwarzen Spinne, Harley Davidson & The Marlboro Man, und als Stargast in Love Boat neben vielen weiteren Rollen. Harris war Mitglied der Negro Ensemble Company in New York, und er spielte von Anfang September bis Anfang Oktober 1971 am Broadway in der Wiederaufführung von No Place to Be Somebody, welches 1970, nach seiner ursprünglichen Spielzeit, den Pulitzer-Preis gewonnen hatte.

## Tod
Am 17. Oktober 2004 starb Harris an Herzversagen im Alter von 81 Jahren und hinterließ seine Tochter Kimberly und seinen Sohn Gideon.

## Rezeption
In Hollywood wird Julius Harris als Vorreiter der afro-amerikanischen Schauspielerei gesehen, so zitiert die Los Angeles Times seine Kollegin Halle Berry mit den Worten:

“His work helped African Americans break out of stereotypical movie roles and be seen as dynamic heroes and fully realized human beings.”

„Seine Arbeit half Afro-Amerikanern aus stereotypen Filmrollen auszubrechen und als dynamische Helden und vollwertige Menschen wahrgenommen zu werden.“

Das Next Generation Council des Motion Picture & Television Fund widmete ihm 2003, ein Jahr vor seinem Tod, die fünften jährlichen Legacy Film Series, eine Veranstaltung, die weniger den gezeigten Film James Bond – Leben und sterben lassen als mehr seine Person zum Thema hatte.

## Filmografie
- 1964: Nichts als ein Mensch (Nothing But a Man)
- 1967–1969: Heiße Spuren (Fernsehserie, 4 Episoden)
- 1969: Sklaven (Slaves)
- 1971: Incident in San Francisco (Fernsehfilm)
- 1972: Liebesgrüße aus Pistolen (Shaft’s Big Score)
- 1972: Superfly
- 1972: Trouble Man
- 1973: Der Pate von Harlem (Black Caesar)
- 1973: James Bond 007 – Leben und sterben lassen (Live and Let Die)
- 1973: Salty der Seelöwe (Salty)
- 1973: The Bob Newhart Show (Fernsehserie, eine Episode)
- 1973: Shock-a-bye, Baby (Fernsehfilm)
- 1973: Heisse Hölle Harlem (Hell Up in Harlem)
- 1973: I Want to Kill (Blade)
- 1974: Stoppt die Todesfahrt der U-Bahn 123 (The Taking of Pelham One Two Three)
- 1974–1975: Salty (Fernsehserie, 20 Episoden)
- 1975: Harry O (Fernsehserie, eine Episode)
- 1975: A Cry for Help (Fernsehfilm)
- 1975: Cannon (Fernsehserie, eine Episode)
- 1975: Doctors’ Hospital (Fernsehserie, eine Episode)
- 1975: Drehn wir noch’n Ding (Let’s Do It Again)
- 1975: Ellery Queen (Fernsehserie, eine Episode)
- 1975: Friday Foster
- 1976: Reich und Arm (Rich Man, Poor Man)
- 1976: King Kong
- 1976: Unternehmen Entebbe (Victory at Entebbe, Fernsehfilm)
- 1976: Good Times (Fernsehserie, eine Episode)
- 1977: Sanford and Son (Fernsehserie, eine Episode)
- 1977: Inseln im Strom (Islands in the Stream)
- 1977: Visions (Fernsehserie, eine Episode)
- 1977: Alambrista!
- 1977: Auf der Suche nach Mr. Goodbar (Looking for Mr. Goodbar)
- 1977: Kojak – Einsatz in Manhattan (Kojak, Fernsehserie, eine Episode)
- 1977: The Fat Albert Christmas Special (Fernsehfilm, Sprechrolle)
- 1978: Ring of Passion (Fernsehfilm)
- 1978: The Hardy Boys/Nancy Drew Mysteries (Fernsehserie, 2 Episoden)
- 1978: To Kill a Cop (Fernsehfilm)
- 1978: B.J. und der Bär (B. J. and the Bear, Fernsehserie, eine Episode)
- 1978–1979: Nachdenkliche Geschichten (Fernsehserie, 2 Episoden)
- 1979: Vegas (Vega$, Fernsehserie, eine Episode)
- 1979: Der unglaubliche Hulk (The Incredible Hulk, Fernsehserie, eine Episode)
- 1979: Delta Fox
- 1979: Uptown Saturday Night (Fernsehfilm)
- 1980: Im Sommercamp ist die Hölle los (Gorp)
- 1980: Ene Mene Mu und Präsident bist du (First Family)
- 1981: Thornwell (Fernsehfilm)
- 1981: Gehirnwäsche (Circle of Power)
- 1981: Ein Werewolf beißt sich durch (Full Moon High)
- 1981–1982: Simon & Simon (Fernsehserie, 2 Episoden)
- 1982: Die Blauen und die Grauen (The Blue and the Gray)
- 1982: Die Zeitreisenden (Voyagers!, Fernsehserie, eine Episode)
- 1983: Chefarzt Dr. Westphall (St. Elsewhere, Fernsehserie, eine Episode)
- 1983: Scherben eines Mordes (Fernsehfilm)
- 1983: Auf die Bäume ihr Affen, der Urwald wird gefegt (Going Berserk)
- 1983: The Enchanted
- 1983, 1986: Cagney & Lacey (Fernsehserie, 2 Episoden)
- 1984: Hart aber herzlich (Hart to Hart, Fernsehserie, eine Episode)
- 1984: Vier auf der Flucht (Gone Are the Dayes, Fernsehfilm)
- 1984: Booker (Fernsehfilm)
- 1984: Benson (Fernsehserie, eine Episode)
- 1984: Die Jeffersons (The Jeffersons, Fernsehserie, eine Episode)
- 1985: Hollywood – Intim und Indiskret (Hollywood Wives)
- 1985: Die Killer-Akademie (Crimewave)
- 1985: Unglaubliche Geschichten (Amazing Stories, Fernsehserie, eine Episode)
- 1986: My Chauffeur
- 1986: Hollywood Cop (Hollywood Vice Squad)
- 1986: Capitol (Fernsehserie, eine Episode)
- 1986: Love Boat (The Love Boat, Fernsehserie, eine Episode)
- 1987: Outlaws (Fernsehserie, eine Episode)
- 1987: Ein Aufstand alter Männer (A Gathering of Old Men, Fernsehfilm)
- 1987: Frank’s Place (Fernsehserie, 2 Episoden)
- 1988: Sein letzter Kampf (Split Decisions)
- 1989: Erben des Fluchs (Fernsehserie, eine Episode)
- 1989: Touchdown (Fernsehserie, eine Episode)
- 1990: Zorniger Schlaf (To Sleep with Anger)
- 1990: Darkman
- 1990: Polizeibericht (Fernsehserie, eine Episode)
- 1990: Rollerboys (Prayer of the Rollerboys)
- 1991: Golden Girls (The Golden Girls, Fernsehserie, eine Episode)
- 1991: Harley Davidson & The Marlboro Man (Harley Davidson and the Marlboro Man)
- 1991: Mord ist ihr Hobby (Murder, She Wrote, Fernsehserie, eine Episode)
- 1991: Ehekriege (Civil Wars, Fernsehserie, eine Episode)
- 1991: Last Breeze of Summer (Kurzfilm)
- 1992: Hallo Schwester! (Fernsehserie, eine Episode)
- 1992: Die phantastische Geisternacht (Grave Secrets: The Legacy of Hilltop Drive, Fernsehfilm)
- 1992: Jake und McCabe – Durch dick und dünn (Jake and the Fatman, Fernsehserie, eine Episode)
- 1992: Eerie, Indiana (Fernsehserie, eine Episode)
- 1992: The Boys (Fernsehfilm)
- 1992: Maniac Cop 3 (Maniac Cop III: Badge of Silence)
- 1993: The Gifted
- 1994: Shrunken Heads
- 1996: Burning Zone – Expedition Killervirus (The Burning Zone, Fernsehserie, eine Episode)
- 1997: Emergency Room – Die Notaufnahme (ER, Fernsehserie, eine Episode)

## Belege
1. 1 2 3  Susan King: He forged the way for others. Website der Los Angeles Times, 22. Oktober 2003, Seite 1 und Seite 2
2. ↑  Biographie zu Julius Harris in der Internet Movie Database
3. 1 2 3  Julius Harris, 81, Pioneering Black Actor, Dies, The New York Times Website, 23. Oktober 2004
4. ↑  Liste von Kritiken zu Nichts als ein Mensch in der Internet Movie Database
5. ↑  Filmdaten zu Leben und sterben lassen in der Internet Movie Database
6. ↑  Filmdaten zu Superfly in der Internet Movie Database
7. ↑  Filmdaten zu Liebesgrüße aus Pistolen in der Internet Movie Database
8. ↑  Vollständige Besetzungsliste zu Stoppt die Todesfahrt der U-Bahn 1-2-3 in der Internet Movie Database
9. ↑  Filmdaten zu Inseln im Strom in der Internet Movie Database
10. ↑  Filmdatendaten zu Unternehmen Entebbe in der Internet Movie Database
11. ↑  Filmdaten zu King Kong in der Internet Movie Database
12. ↑  Filmdaten zu Heiße Hölle Harlem in der Internet Movie Database
13. ↑  Filmdaten zu Friday Foster – Im Netz der Schwarzen Spinne in der Internet Movie Database
14. ↑  Filmdaten zu Harley Davidson und der Marlboro-Mann in der Internet Movie Database
15. ↑  Episodendaten zu Love Boat 10.1 in der Internet Movie Database
16. ↑  Daten zu Julius Harris in der Internet Movie Database
17. ↑  No Place to Be Somebody in der Internet Broadway Database, abgerufen am 22. Februar 2021 (englisch)
18. ↑  Liste der Preisträger und Finalisten der Kategorie Drama im Internet-Auftritt der Pulitzer Stiftung
19. ↑  Dennis McLellan: Julius Harris, 81; Broke Stereotypes of Movie Roles for Black Actors. Webseite der Los Angeles Times, 22. Oktober 2004, abgerufen am 11. Dezember 2012.

| Personendaten    | Personendaten                            |
| ---------------- | ---------------------------------------- |
| NAME             | Harris, Julius                           |
| ALTERNATIVNAMEN  | Harris, Julius W.                        |
| KURZBESCHREIBUNG | US-amerikanischer Schauspieler           |
| GEBURTSDATUM     | 17. August 1923                          |
| GEBURTSORT       | Philadelphia, Pennsylvania               |
| STERBEDATUM      | 17. Oktober 2004                         |
| STERBEORT        | Woodland Hills, Los Angeles, Kalifornien |